# Indianerkrigene
 Ikke at forveksle med Krige mellem Nordamerikas oprindelige stammer.
Indianerkrigene er en betegnelse brugt af amerikanske historikere til hovedsageligt at beskrive en række konflikter mellem USA og forskellige stammer og føderationer, der tilhørte kontinentets oprindelige folkeslag. Ofte inkluderes også kolonitidens krige med indfødte amerikanere, som fandt sted, før USA blev oprettet. Indianerkrigene udgøres af en lang række af mindre konflikter, der hver især involverede forskellige parter og skiftende alliancer.
Selve begrebet indianerkrige er i realiteten misvisende,[kilde mangler] da det kategoriserer samtlige indfødte folkeslag i Nordamerika under den samme overskrift: Amerikas oprindelige befolkning tilhørte (og tilhører stadigvæk) mange forskellige folkeslag, som alle har deres egen historie og kultur. Igennem hele perioden optrådte de heller ikke på noget tidspunkt som ét folkeslag – på samme måde som europæerne heller ikke gjorde det. Ofte var nogle folkeslag endda allierede med europæiske magter og kæmpede mod andre folkeslag. De levede også i samfund, der var organiseret på vidt forskellige måder. Indianerne tog beslutninger om krig og fred på lokalt niveau, også i de situationer, hvor de kæmpede som del af en kompleks alliance, som fx irokeserføderationen, eller i midlertidige konføderationer inspireret af ledere som Tecumseh.
I nyere tid er historikere begyndt at gå bort fra at beskrive Indianerkrigene som en etnisk konflikt, idet et fokus på en racekrig mellem "indianere" og "hvide" blot er en forenkling af komplekse historiske realiteter.[kilde mangler] "Indianere" og "hvide" kæmpede ofte også side om side mod andre "indianere" og/eller andre "hvide"; fx er slaget ved Horseshoe Bend traditionelt blevet omtalt som en "amerikansk sejr" over creekfolket, men i virkeligheden var sejrherrerne en kombineret styrke, der også bestod af tropper fra Cherokee, Creek samt Tennesseemilitsen ledet af Andrew Jackson.[kilde mangler] Indianerkrigene handlede samlet set om erobring af og kontrol over territorium, mens baggrunden for de enkelte konflikter ofte er langt mere kompliceret.[kilde mangler]
Indianerkrigene begyndte kort efter etableringen af den første engelske koloni i Nordamerika og sluttede med massakren ved Wounded Knee og ’’lukningen’’ af den amerikanske "frontier" i 1890. Krigene medførte erobringen af de amerikanske indianeres territorium og en drastisk nedgang i deres befolkningstal. En anden følge var tvangsassimilering eller tvungen flytning til indianerreservater.[kilde mangler] Der er lavet statistikker over det samlede antal ofre i disse krige. Nogle af de mest pålidelige tal er indsamlet fra rapporter fra rent militære operationer og viser, at 21.586 blev dræbt eller taget til fange i perioden 1850-1890. Andre opgørelser tager højde for overgreb uden for de egentlige krigshandlinger og bygger på tal fra United States Census Bureau fra 1894. Her når tallet fra samme periode op på omkring 45.000 indianere og 19.000 af europæisk afstamning.
En optælling af samtlige ofre for overgreb mellem de første kontakter i 1511 og 1890, der er blevet beskrevet i kilderne, viser at i alt 9.156 indianere og 7.193 personer af europæisk afstamning blev dræbt enten som følge af mord, tortur eller nedslagtning af civile, sårede og krigsfanger.

## Kolonitiden (1622–1774)
De første engelske kolonister havde i reglen et fredeligt forhold til den oprindelige befolkning, men krige eller krigslignende tilstande var ikke ualmindelige. Der var flere eksempler på, at engelske nybyggere og handelsmænd og indianere overfaldt og plyndrede landsbyer og bosættelser. I 1637 valgte kolonisterne side i et indiansk magtopgør, i det, der blev kendt som Pequotkrigen. Formålet var at sikre koloniens sikkerhed og få kontrol over yderligere territorium.
Pilgrimmene, der i 1621 grundlagde Plymouth-kolonien i New England, indgik på et tidligt tidspunkt en alliance med lederen af områdets dominerende føderation. Uden den hjælp i form af fødevarer og vejledning til dyrkningsmetoder, de modtog fra indianerne, havde de næppe kunnet etablere sig. Alliancen betød også, at de måtte hjælpe indianerne i deres opgør med andre stammer, og at de derfor ofte blev involveret i krigshandlinger af forskellig art. Et stadigt stigende antal europæiske tilflyttere i løbet af 1600-tallet betød, at den relativt fredelige sameksistens mellem den oprindelige befolkning og de nyankomne ikke længere var mulig. En kombination af sygdomme og europæisk militær overlegenhed betød, at den indianske befolkning i ved Nordamerikas østkyst drastisk blev reduceret i løbet af århundredet.

## Øst for Mississippi (1775–1842)
Allerede ved etableringen af USA udbrød der kampe mellem amerikanerne og indianerne i grænseområderne mellem dem. I tiden indtil den mexicansk-amerikanske krig fandt de hovedsageligt sted i regionen øst for Mississippifloden.

### Den amerikanske uafhængighedskrig
Den amerikanske uafhængighedskrig bestod i realiteten af to parallelle krige. Mens krigen i øst var en kamp mod det britiske kolonistyre, så var krigen i vest en ’’indianerkrig’’. Den nyligt proklamerede stat USA konkurrerede med briterne om at vinde støtte fra indianernationerne øst for Mississippifloden. De britiske myndigheder havde nedlagt forbud mod videre vestlig ekspansion, da man ønskede at opretholde freden i grænseområdet. Amerikanerne ønskede derimod en fortsat vestlig ekspansion, hvilket også var en af hovedårsagerne til krigen. Hovedparten af de indianernationer, der gik ind i krigen, sluttede sig til briterne i håb om, at krigen kunne føre til, at den europæiske ekspansion ind i deres territorium ville standse. [kilde mangler]
Mange indfødte samfund var delt i synet på, hvilken side de skulle støtte i krigen. For irokeserføderationen resulterede revolutionskrigen i en reel borgerkrig, da to af de seks stammer allierede sig med amerikanerne, mens de resterende fire forblev loyale overfor briterne. Irokeserne forsøgte at undgå direkte kæmpe mellem stammerne, hvilket dog ikke kunne undgås. For irokeserne betød den amerikanske sejr, at de mistede størsteparten af deres land inden for USA’s grænser; den britiske krone overdrog dem derfor nyt land i Canada. Cherokeserne blev splittet i neutrale (eller USA-venlige) og anti-amerikanske fraktioner, blandt andre Chickamaugaene ledet af Dragging Canoe. På lignende vis blev flere andre samfund splittet. [kilde mangler]
Krigsførelsen i grænseområderne var særdeles brutal, og der blev udført talrige ugerninger på begge sider. Civile led frygteligt under krigen, da landsbyer og madforsyninger jævnligt blev ødelagt under militære ekspeditioner. Den største var Sullivan-ekspeditionen i 1779, som ødelagde mere end 40 irokeserlandsbyer. Målet var at neutralisere irokesernes angreb i det nordlige i delstaten New York. Ekspeditionen opnåede dog ikke den ønskede effekt, men gjorde blot indianernes modstand endnu mere sammenbidt.[kilde mangler]
Trods støtte til briterne måtte indianerne chokeret konstatere, at briterne ved fredsforhandlingerne i Paris havde afstået et stort område af deres territorium til USA, uden at de var blevet informeret. Amerikanerne behandlede indledningsvist de indianere, der havde kæmpet på britisk side, som et folkeslag, der var blevet erobret. Det viste sig hurtigt umuligt at gennemføre, da indianerne kun havde tabt krigen på papiret, og ikke på slagmarken. Denne politik blev derfor opgivet. Amerikanerne var imidlertid stadig ivrige efter at udvide landets territorium, og den nationale regering forsøgte i begyndelsen at opfylde ønsket ved at købe indianernes land gennem traktater. De enkelte delstater og bosætterne var ofte uenige omkring denne politik, og presset fra dem førte nye krige med sig.[kilde mangler]

### Nordvestlige indianerkrig
Northwest Territory blev officielt etableret ved Northwest Ordinance fra 1787. Derved blev området åbnet for europæisk bosættelse, og nybyggere af europæisk oprindelse begyndte hurtigt at strømme ind i regionen. Det førte til voldelige episoder, da den indianske befolkning satte sig til modhverve mod denne tilraning af deres land. George Washington sendte derfor en væbnet ekspedition ind i området for at slå den indfødte modstand ned. Men en konføderation af flere stammer, under ledelse af Blue Jacket (Shawnee), Little Turtle (Miami), Buckongahelas (Lenape) og Egushawa (Ottawa), tilføjede den amerikanske hær et knusende nederlag i den Nordvestlige indianerkrig. General Arthur St. Clairs nederlag var det mest omfattende, der nogensinde blev påført en amerikansk hær af indianere. Amerikanerne forsøgte nu at forhandle en aftale med føderationen, men Blue Jacket og den Shawnee-ledede føderation insisterede på en grænsedragning, som amerikanerne ikke kunne godtage. En ny ekspedition, ledet af general Anthony Wayne blev derfor udsendt, og det lykkedes Waynes hær at besejre føderationen i slaget ved Fallen Timbers i 1794. Indianerne havde håbet på britisk assistance, men de blev tvunget til at signere Greenville-avtalen i 1795, da hjælpen ikke kom. Aftalen betød, at indianerne måtte afstå Ohio og dele af Indiana til USA.

### Tecumseh, creek-krigen og krigen i 1812
Efter Greenville-aftalen fortsatte USA med at overtage kontrollen over indianernes land i et tempo, der alarmerede de indianske samfund. William Henry Harrison var blevet guvernør i Indianaterritoriet i 1800, og under Thomas Jeffersons instruktioner førte han en aggressiv politik for at skaffe rettighederne til indianernes land. To Shawnee-brødre, Tecumseh og Tenskwatawa, organiserede en ny modstand mod den amerikanske ekspansion. Tecumsehs mål var at få indianerlederne til at stoppe med at sælge land til USA. Mens Tecumseh var i syd for at forsøge at rekruttere allierede blandt creeker, cherokeer og choctawer, marcherede Harrison mod føderationens styrker i nordvest, og han besejrede Tenskwatawa og hans tilhængere i slaget ved Tippecanoe i 1811. Amerikanerne havde håbet, at denne sejr ville gøre en ende på den militære modstand, men Tecumseh valgte åbent at alliere sig med briterne, som kort efter selv var i krig med amerikanere i den britisk-amerikanske krig.
På samme måde som revolutionskrigen så omfattede krigen i 1812 også en massiv indianerkrig på den vestlige front. Opmuntret af Tecumseh, blev creek-krigen (1813-1814), der begyndte som en borgerkrig inden for creeknationen, også en del af den større kampen mod den amerikanske ekspansion. Mens krigen mod briterne var præget af stilstand, havde USA mere succes på den vestlige front. Tecumseh var blevet dræbt af Harrisons hær i slaget ved Thames, hvilket knækkede modstanden i nordvest. Creekerne fortsatte kampen mod USA, men blev også besejre, hvilket betød, at Florida blev indlemmet USA i 1819.
Ligesom ved afslutningen af revolutionskrigen og den nordvestlige indianerkrig overlod briterne efter den britisk-amerikanske krig igen sine indianske allierede til amerikanerne. Denne krig viste sig siden at være et betydeligt vendepunkt i indianerkrigene, da det var
sidste gang, at indianerne ville søge assistance hos en fremmed i en krig mod USA.

### Krigene i fordrivelsesperioden
Et af resultaterne af disse krige var godkendelsen af Indian Removal Act i 1830, som præsident Andrew Jackson gjorde til lov samme år. Removal Act beordrede ikke direkte fjernelse af indianerne, men den autoriserede præsidenten til at forhandle aftaler, der ville bytte stammeland i øst mod land i vest. USA havde netop erhvervet en enormt territorium mod vest gennem Louisiana-købet. Ifølge historikeren Robert V. Remini fremmede Jackson primært denne politik af hensyn til den nationale sikkerhed, da både Storbritannien og Spanien havde rekrutteret og bevæbnet indianere inden for USA’s grænser i deres krige mod USA.
Et antal Indian Removal-aftaler blev underskrevet. De fleste indianerstammer gik nølende men fredeligt, og ofte med bitter resignation, ind på betingelserne i fordrivelsesaftalerne. Nogle grupper gik dog i krig for at modsætte sig disse aftaler, det resulterede i to korte krige – Black Hawk-krigen i 1832 og Creek-krigen i 1836 – ud over den lange og kostbare Anden seminolekrig (1835–1842).

## Vest for Mississippi (1823–1890)
Som i det østlige USA førte den europæiske ekspansion på sletterne og bjergene af nybyggere, settlere og minearbejdere også til konflikter med visse af de oprindelige befolkninger i områderne vest for Mississippi. Mange stammer, fra Utefolket i Great Basin til Nez Perce gruppen under høvding Joseph i Idaho, kæmpede mod indtrængerne på et eller andet tidspunkt.
Men det var siouxfolket fra den nordlige prærie og dele af apachefolket i sydvest, der udgjorde den mest betydende modstand mod den europæiske ekspansion. Under militære ledere som Red Cloud og Crazy Horse udviklede siouxkrigerne et effektivt kavaleri. Siouxfolket var på det tidspunkt selv nytilflyttere på prærien, da de tidligere havde de været bofaste bønder i Great Lakes-regionen. Da de blev tvunget vestover, måtte de lære at indfange, tæmme og ride de vilde heste, som oprindeligt var indført af europæerne. De blev frygtede krigere og fordrev selv adskillige andre stammer. Det var i disse netop annekterede præriestrøg, at siouxerne vandt deres mest kendte sejre over amerikanerne, der ligeledes viste interesse for vidderne.:46  Apachefolkets taktik var godt tilpasset til kamp i et miljø, som primært bestod af ørkner og dale.
Hvad der bidrog til at holde liv i konflikterne, var indianernes ofte brugte taktik med at forlade deres egne områder og overrumple folk, hvor disse følte sig trygge og havde deres daglige gang: I 1862 angreb en styrke siouxer bl.a. handelsstationen Fort Berthold II i North Dakota, hvor de hvide handelsfolk var accepteret af de lokale mandaner, hidatsaer og arikaraer.:119  Cheyennerne hævnede Sand Creek massakren ved navnlig at angribe nybyggere og vogntogs-kuske langt inde i Nebraska og Kansas, der intet havde haft med massakren i Colorado at gøre.:290-291  Nogle indfødte anklagede automatisk alle hvide i nærheden af deres lejre for at være indtrængere,:106  skønt disse rent faktisk opholdt sig udenfor stammens traktatområde (se Kort 1).

### Hærenes indianske spejdere og hjælpetropper
Som under indianerkrigene i øst:15  kunne amerikanerne vest for Mississippi gerne regne med værdifuld støtte fra indianere, der delte de hvides negative syn på bestemte stammer. Spejderne og hjælpetropperne tilsluttede sig hæren af forskellige grunde, der kunne være af enten personlig, stammemæssig eller taktisk art: For at tage hævn, opnår status som kriger, tilegne sig krigsbytte (ofte heste), hjembringe fanger (kvinder og børn) eller i håb om at stå i en bedre forhandlingsposition med de hvide, når den tid kom.:54 
I 1823 var lakotaerne de første prærieindianere til at hjælpe den amerikanske hær i en indianerkrig vest for Missouri River. Det var mod arikaraerne i South Dakota.:408  Som andre indianske spejdere og hjælpetropper både før og efter dem hjalp lakotaerne de hvide mod en indfødt nation, de tidligere havde udkæmpet kampe med,:103-104  og som de ville fortsætte med at møde på slagmarken år eller årtier efter,:108  at hæren havde indstillet dens militære operationer mod stammen.:54 
Under indianerkrigene i det nordvestligste USA i 1850erne nød den amerikanske hær bl.a. gavn af de allierede nez perce krigeres kendskab til terrænet, hvor opgørene fandt sted.:19 
Små stammer i Texas, der i lighed med amerikanerne havde følt de talstærke comanchers militære styrke, allierede sig fra tid til anden med de hvide. Både lipan apacher,:20 caddoer, wacoer, anadarkoer, tonkawaer, tahuacanoer, delawarer og shawnees deltog i ekspeditioner mod comancherne under ledelse af Texas Rangers.:21 
I sine felttog mod navajoerne i 1860'erne benyttede ”Kit” Carson sig af spejdere og sporfindere fra både ute -, zuni - og hopi stammen.:29 
Under general George Crooks jagt på chiricahua apache leder Geronimo var det ikke mindst hans brug af papagoer, pimaer, yavapaier, walapaier:168  og ligefrem chiricahuaer:65  samt andre apacher,:Foto 15  der sikrede ham succes til slut.
Da hæren forfulgte en anden chiricahua apache leder, Chihuahua, tilknyttede den mere end 190 indianske spejdere; især hentet fra Cibecue -, San Carlos -, tonto - og White Mountain apacherne.:153 
Mange lignende eksempler kan fremdrages.

### Texas
I 1750’erne begyndte prærieindianere at slå sig ned i Texas. Samtidig begyndte konfrontationerne mellem dem og de europæiske kolonister, der dukkede op samtidigt. Efter 1830 emigrerede angloamerikanske til Texas i stort tal, og indtil 1870’erne opstod der en lang række væbnede konflikter, især mellem texanerne og comanchefolket. Det første betydningsfulde slag var Fort Parker-massakren i 1836, hvor en hær af comanche-, kiowa-, witchita- og delawarekrigere angreb bosættelsen Fort Parker. Antallet af dræbte europæere var relativt lavt i sammenligning med andre overfald, men tilfangetagelsen af Cynthia Ann Parker førte til ramaskrig i Texas’ angloamerikanske befolkning.
Da Republikken Texas havde løsrevet sig, og truslen fra Mexico var blevet mindre, påbegyndte Texas nye regering under Sam Houston en politik, hvor comanche- og kiowafolket aktivt blev konfronteret. Houston løste en konflikt med cherokeefolket med fredelige midler, mens den næste præsident Mirabeau B. Lamar tog andre midler i brug. Under Lamar lykkedes det Texas’ regering at fordrive cherokeefolket mod vest. Da man forsøgte samme politik over for comanche og kiowa kom det til flere voldelige sammenstød. Udgifter til indianerkrigene i Texas kom i løbet af Lamars fireårige administration til at overstige republikkens samlede indtægter, og han blev afløst af Sam Houston, der genoptog hans egen tidligere diplomatiske politik. Texas indgik derpå flere traktater, blandt andre med comanchefolket.
Efter at Texas tilsluttede sig USA i 1846, blev de militære operationer mod indianerne overladt til den føderale regerings ansvar. Mellem 1856 og 1858 medførte fornyet ekspansion i comancheterritoriet en række blodige kampe. I 1858 trængte amerikanske tropper ind i de centrale dele af Comancheria (folkets hjemland), hvilket signalerede begyndelsen til enden på comanche som et levedygtigt folk. Kampene fortsatte ind i 1860’erne. I 1860 blev Cynthia Ann Parker fundet i en plyndret landsby. Hun vendte tilbage til sin oprindelige familie, men måtte efterlade sine børn, heriblandt Quanah Parker. Han fungerede selv som militær comancheleder, indtil han i 1875 måtte overgive sig til de føderale myndigheder og flytte til et reservat i det sydvestlige Oklahoma.

### Prærien
Konflikten mellem nogle ganske bestemte prærieindianere og de europæiske bosættere fortsatte også under borgerkrigen. Et af de mest berygtede overfald fandt sted i 1864 – Sand Creek-massakren, hvor en lokalt sammensat milits angreb en landsby, beboet af cheyenne og arapaho i det sydøstlige Colorado. Her blev mellem 140 og 150 kvinder, mænd og børn lemlæstet eller dræbt.:159  Indianerne ved Sand Creek havde fået en forsikring fra den amerikanske regering om, at de fredeligt kunne bo i området, men anti-indianske følelser blandt de europæiske bosættere var stærke. En regeringsundersøgelse af begivenheden medførte et kortvarigt krav i offentligheden om stop for massakrer på indianere.

Den sidste alvorlige siouxkrig (populært kaldt Black Hills krigen eller Den store sioux krig) brød ud i 1876, da guldrushet i Dakota ramte Black Hills. I strid med en traktat fra 1868 var guldgravere trængt ind i Black Hills i Det Store Sioux Reservat i South Dakota til lakotaernes vrede. Hærens planlagte sommer-felttog var dog rettet mod lakotaer langt fra Black Hills og inde i Montana (se Kort 1). Her havde lakotaerne angrebet bl.a. amerikanere:106  i strid med den samme 1868 traktat,:1002  ligesom de jævnligt opholdt sig talstærkt i områder, som f.eks. deres fjender i crow stammen gjorde krav på.:107  I 1876 havde både Wind River shoshoner:115 , arikaraer,:409  og crower spurgt efter afgørende amerikanske tiltag mod lakotaerne i årevis.:106  Efter Rosebud Slaget fandt general George Armstrong Custer i 1876 lakotaernes og disses allieredes hovedlejr ved Little Bighorn River i den østligste del af crow reservatet, som de helt havde overtaget.:108 
 Hæren blev ledt frem af spejdere og krigere fra både arikara stammen og af de lokale og stedkendte crower.:xi  Custer og hans mænd, som var blevet separeret fra hovedstyrken, blev alle dræbt af de numerisk langt overlegne indianere, ledet af bl.a. Sitting Bull. Slaget ved Wolf Mountains, også Montana, den 8. januar 1877 regnes for den sidste afgørende kamp i Den Store Sioux Krig, da de fleste lakotaer derpå erkendte nederlaget og langsomt søgte ind i sioux reservatet i South Dakota.:8 
Længe før dette var levegrundlaget for indianernes samfund på Prærien blevet ødelagt af nedslagtingen af bisonerne. I 1870’erne var den næsten totalt udryddet som følge af hensynsløs jagt. Folkeslag som apacherne, der hidtil havde været fuldkomment afhængige af bisonerne, begyndte i stedet at plyndre de europæiske landsbyer. Angrebene fortsatte frem til 1886, da den sidste betydende militære indianerleder, Geronimo, overgav sig.
Et åndedans-ritual i det nordlige lakotareservat ved Wounded Knee, South Dakota, i 1890, førte til, at hæren forsøgte at afvæbne lakotaene. Under det forsøg opstod der en skudveksling, og soldaterne, der var bevæbnet med kraftige våben, dræbte omkring 300 indianere – størsteparten af dem ubevæbnede mænd, kvinder og børn. Omkring 25 soldater mistede livet.

### Sydvestlige territorier
Konflikterne i dette geografisk vidtstrakte område varede fra 1846 til 1895. De involverede alle stammer i regionen, der ikke tilhørte pueblofolket. Indbyrdes kampe mellem indianerstammer og med spanske kolonister havde præget området længe før 1840’erne, og mange af konflikterne med USA’s regering var udløbere af ældre stridigheder. Navajo- og Apachekrigene er blandt de mest velkendte fra dette område, men var langt fra de eneste.[kilde mangler] Den sidste betydende militære operation var tilfangetagelsen af Geronimo sammen med sit følge på 24 krigere, kvinder og børn i 1886. Operationen involverede omkring 5.000 soldater.

### Tidslinje for krigene i vest
- 1823 – Arikarakrigen. USA’s første indianerkrig vest for Missouri River og samtidig USA’s eneste kamp med arikaraerne var hærens angreb på disses byer i South Dakota i 1823.[7]:53 og 54  Hæren fik hjælp af flere hundrede beredne siouxer.[21]:210
- 1848-55 – Cayusekrigen.
- 1854 – Grattan-episoden var den første alvorlige konfrontation mellem lakotaer og den amerikanske hær.
- 1855-58 – Yakimakrigen.
- 1862 – Siouxoprøret: Træfninger i det sydvestlige hjørne af Minnesota resulterede i hundredvis af døde. I den største massehenrettelsen i amerikansk historie blev 38 dakotakrigere, som havde været involveret, hængt. Omkring 1.600 andre blev sendt til et reservat i vore dages South Dakota.
- 1863 – Lamalchakrigen, British Columbia.
- 1864 – Chilcotinkrigen, British Columbia.
- 1864-65 – Coloradokrigen: Sammenstød, hovedsageligt på Colorado Eastern Plains, mellem den amerikanske hær og en alliance, bestående af cheyenne- og arapahokrigere.
  - 1864 – Sand Creek-massakren: Mellem 140 og 150 cheyenne og arapahoe, som havde lejr i en de-militariseret zone, bliver dræbt.
- 1866-68 – Red Clouds krig: Lakotahøvdingen Makhpyia luta (Red Cloud) gennemførte de mest vellykkede angreb mod den amerikanske hær i løbet af indianerkrigene. Kampene opstod, fordi lakotaerne havde tilsidesat Fort Laramie traktatens (1851) grænser[5]:340  og erobret traktat-defineret land fra fjenderne i crow stammen vest for Powder River senest i starten af 1860erne (se Kort 1).[22]:6  De selvsamme militære forter langs emigrant-ruten Bozeman Trail, som Red Cloud kæmpede for at lukke, blev ofte holdt underrettet om lakotaernes færden af crowerne,[22]:7  der også ved lejlighed bistod soldaterne med at slå raids tilbage.[10]:39  Gennem Fort Laramie-aftalen (1868) gav USA lakotaerne et stort reservat i South Dakota uden militær tilstedeværelse eller overvågning, uden europæiske bosættelser eller reserverede bebyggelsesrettigheder. Reservatet omfattede hele Black Hills. Samtidig sikrede lakotaerne sig de vigtige jagtmarker vest for Powder River,[17]:1002  Wyoming, som de netop havde bekriget først de lokale indianere og siden den amerikanske hær for at vinde retten til.[23]:115-116
- 1867-75 – Comanche-kampagnen: Generalmajor Philip Sheridan, kommandant i Missouri, iværksætter en vinterkampagne (1868–69) for at fjerne de indianerstammer, der har bosat sig i grænseområderne mellem Colorado, Kansas, New Mexico og Texas. Også i 1850erne havde der været kampe mellem comancherne og den voksende hvide befolkning.[24]:19  Allerede da sikrede disse sig værdsat forstærkning fra nogle af områdets små stammer, der følte sig dårligt behandlet af en stærk, indfødt nation;[10]:20  bl.a. caddoer og wachitaer.[24]:19  Hæren priste især den stabile støtte, den fik fra sine tonkawa spejdere.[10]:22 og 95 
  - 1868 – Slaget ved Beecher Island: ”Hundesoldater” fra de nordlige cheyennene, apapahoer og brulé- and oglala-sioux, alle under ledelse af høvding Roman Nose, kæmper mod spejdere af U.S. 9th Cavalry Regiment i et slag, der strakte sig over ni dage.
  - 1868 – Slaget ved Washita River: George Armstrong Custers 7th U.S. Cavalry angriber Black Kettles cheyennelandsby ved Washita River (nær mod. Cheyenne). I spidsen for hæren spejdede de tilknyttede osage indianere.[24]:62  Hæren tog 53 kvinder og børn til fange.[25]:18  Custer mente, at 103 krigere var faldet,[25]:18  hvorimod den sydlige cheyenne George Bent kom frem til et tab på 11 navngiven mænd, 12 kvinder og seks børn fra cheyenne stammen samt to arapahoer.[15]:322 
  - 1869 – Slaget ved Summit Springs: Hæren knuste krigere i en cheyennelejr under Tall Bull. Både de slagne cheyenner[15]:333  og major E. A. Carr tilskrev de tre kompagnier pawnees med det 5. kavaleri-regiment en stor del af æren for kampens udfald.[26]:131
- 1870 - Major Baker massakrerer en sygdomsramt blackfoot lejr ved Marias River i Montana den 23. januar 1870.[25]:29 
  - 1874 – Slaget ved Palo Duro Canyon: Cheyenne-, comanche- og kiowa-krigere støder sammen med elementer af U.S. 4th Cavalry Regiment.
- 1872-73 – Modockrigen eller modockampagnen: 53 modockrigere under Captain Jack modstår angreb fra 1.000 amerikanske soldater i syv måneder. Generalmajor Edward Canby blev dræbt under en fredskonference. Han var den eneste amerikanske general, som faldt i løbet af indianerkrigene.
- Apachekampagnerne eller apachekrigene (1873 og 1885-86) og navajokrigene (1861-86): Efter at oberst Christopher ”Kit” Carson havde dræbt og fordrevet mange apacher til reservater i 1862, fortsatte træfninger mellem USA og apacherne frem til 1886, hvor Geronimo overgav sig.
- 1874-75 – Red Riverkrigen: Comanche kæmper mod amerikanske styrker under William Sherman og generalløjtnant Phillip Sheridans kommando.

- 1876-77 – Black Hills krigen eller Little Big Horn-kampagnen: Lakotaer under Sitting Bull og Crazy Horse kæmper mod USA efter gentagne brud på Fort Laramie-aftalen (1868) fra begge parter og uenighed om udlægningen af traktat-teksten.[27]:7 og 15  Kampene stod først og fremmest i områder i Montana, som lakotaerne havde fravristet crow stammen i 1860erne og starten af 1870erne (se Kort 1).
  - 1876 – Slaget ved Rosebud: Lakotaer under Tasunka Witko overrasker en amerikansk hærkolonne, som er på vej for at forstærke Custers 7th Cavalry. Mere end 130 crower[28]:154  og omkring 80 Wind River shoshoner[10]:116  fulgtes med hæren for at kæmpe mod lakotaerne i områder, hvor begge disse præriefolk tidligere havde haft deres lejre liggende.[23]:116 
  - 1876 – Slaget ved Little Bighorn: Sioux - og cheyennekrigere under bl.a. Sitting Bull og Crazy Horse besejrer 7th Cavalry under George Armstrong Custer inde i crow-reservatet (1868), som stammerne gentagne gange var trængt ind i op gennem 1870erne bl.a. i jagten på bisoner.[16]:108  Hæren udførte det fejlslagne angreb med accept[16]:106  og støtte (i form af spejdere/krigere)[29]:x  fra de lokale crower, der havde haft traktat på området siden 1851.[17]:595  Endvidere deltog 38 arikaraer på amerikansk side i løbet af sommerens felttog.[30]:14
- 1877 – Nez Perce-kampagnen eller Nez Percekrigen: Nez Perce under høvding Joseph må trække sig tilbage under angreb fra 1st U.S. Cavalry, gennem Idaho, Yellowstone Park og Montana, efter at en gruppe Nez Percekrigere havde angrebet og dræbt en gruppe angloamerikanske bosættere i begyndelse af 1877.
- 1878 – Bannock-kampagnen eller Bannock-krigen: Dele af 21st U.S. Infantry, 4th U.S. Artillery og 1st U.S. Cavalry konfronterede indianerne i det sydlige Idaho, heriblandt bannock og piute, da stammerne havde truet med oprør i 1878, delvis på grund af misfornøjelse over, at de måtte afgive land.
- 1878-79 – Cheyenne-kampagnen eller cheyennekrigen: En konflikt mellem USA’s væbnede styrker og en lille gruppe cheyennefamilier.
- September 1879 til november 1880 – Ute-kampagner eller Utekrigen: 29. september 1879 blev cirka 200 mænd fra 4th U.S. Infantry og 5th U.S. Cavalry angrebet og belejret i Red Canyon af 300-400 utekrigere. Gruppen blev reddet af 5th og 9th U.S. Cavalry i begyndelsen af oktober, men ikke før de havde lidt betydelige tab af liv. Utefolket blev pacificeret i november 1880.

- 1887 - Den eneste og blot dagslange indianerkrig nogensinde mellem hæren og en gruppe crower[31]:184  den 5. november 1887 resulterede i én falden soldat og færre end ti dræbte crower.[32]:95
- November 1890 til januar 1891 – Pine Ridge-kampagnen: Den sidste betydelige konflikten, siouxfolket var involveret i. Sammenstødet omfattede næsten halvdelen af infanteriet og kavaleriet i den regulære hær. Kampagnen førte til, at de overlevende krigere nedlagde våbnene og trak sig tilbage til deres reservater i januar 1891.
  - 29. december 1890 – Massakren ved Wounded Knee: Sitting Bulls halvbror, Big Foot, og omkring 300 siouxer blev dræbt af U.S. 7th Cavalry Regiment. Denne hændelsen udgjorde den sidste erobring af indiansk territorium og regnes derfor ofte som afslutningen på indianerkrigene. Der blev uddelt 20 Medal of Honor til de amerikanske soldater.

## Sidste slag (1898 – 1917)
- Efter slaget ved Sugar Point 5. oktober 1898, nær Leech Lake (Minnesota), blev Medal of Honor uddelt for sidste gang for tjeneste i indianerkrigene til menig Oscar Burkard fra 3rd U.S. Infantry Regiment.
- Den 8. januar 1918 blev U.S. 10th Cavalry Regiment involveret i en ildkamp med Yaquikrigere vest for Nogales, Arizona. Soldaterne var blevet standset, mens de var på vej til at hjælpe stammefrænder i en længerevarende konflikt med Mexico.[33]

## Historiografi
I amerikanske historiebøger er indianerkrigene traditionelt blevet behandlet som en mindre betydelig del af USA’ militære historie. Først i løbet af de sidste årtier af 1900-tallet begyndte et stigende antal historikere at anskue konflikterne fra indianernes synsvinkel. Samtidigt blev der lagt større vægt på konfliktens indflydelse på de oprindelige folks samfund og kultur. Dee Browns bog Bury My Heart at Wounded Knee fra 1970 var en af de første bøger, der gav et større publikum indblik i denne historie. Værket er blevet kritiseret af fagfolk for at løbe med halv vind,:145  :409  og for dets diskriminering af flere oprindelige præriefolk ved f.eks. at ignorere pawnee-stammens,:219, note 2  arikaraernes og crowernes indianer-synspunkter til fordel for lakotaernes.:409  I akademiske kredse fik Francis Jennings' The Invasion of America: Indians, Colonialism, and the Cant of Conquest (New York: Norton, 1975) stor indflydelse. Bogen førte til et skred væk fra den traditionelle opfattelse af relationerne mellem indianere og europæere. Et nyere værk, der har fået stor indflydelse, er Jerome A. Greene's Indian War Veterans: Memories of Army Life and Campaigns in the West, 1864-1898 (New York, 2007). I sin bog, American Holocaust, femfører David Stannard det synspunkt, at ødelæggelse af Amerikas oprindelige folkeslag gennem en række folkemords-kampagner var verdenshistoriens mest opfattende tilfælde af folkedrab..
Den europæiske ekspansion i Nordamerikas betydning for den oprindelige befolkning er stadig genstand for en debat, hvor Stannards synspunkt både finder støtte. og modstand.